# Engehöll
Engehöll ist ein Stadtteil und ein Ortsbezirk der Stadt Oberwesel im Rhein-Hunsrück-Kreis in Rheinland-Pfalz.

## Name
Der Name, im örtlichen Dialekt Engehell, leitet sich von Halde ab, hier ein steiler Hang. Das Enge bezieht sich auf den Talgrund des Hanges. Auch Weinberglagen in der Umgebung nennen sich Hell. Der Ort wird erstmals 1256 als Engelhelden erwähnt, was noch einen deutlichen Bezug zu Halde hat.

## Lage
Der Ort liegt als Straßendorf im Tal des Oberbachs (aus der Oberweseler Sicht) oder des Engehöller Baches, der als linksrheinischer Bachlauf unterhalb der Stadtmitte Oberwesels in den Rhein mündet. Der Ort wird durch die Landesstraße 220 mit Oberwesel und der über den Hunsrück führenden Bundesautobahn 61 verbunden. Die frühere Simmerner Straße heißt jetzt Rieslingstraße.

## Geschichte
Der Wohnplatz gehörte schon immer zu Oberwesel, bis zur Franzosenzeit zum kurtrierischen Amt ab 1798 zur Commune Oberwesel im Kanton Bacharach.

## Einwohner
Die Einwohnerzahl betrug in den letzten Jahren zusammen mit dem zugehörigen kleineren Weiler-Boppard etwa 300 Personen.

## Politik
Engehöll ist als Ortsbezirk ausgewiesen und wird von einem Ortsbeirat und einen Ortsvorsteher politisch vertreten. Der Ortsbeirat besteht aus sieben Ortsbeiratsmitgliedern, die bei der Kommunalwahl am 9. Juni 2024 per Mehrheitswahl gewählt wurden.
Christos Theodoropoulos (CDU) wurde am 14. August 2024 Ortsvorsteher von Dellhofen. Bei der Direktwahl am 9. Juni 2024 war er als einziger Bewerber mit einem Stimmenanteil von 74,8 % für fünf Jahre gewählt worden. Der Vorgänger von Christos Theodoropoulos, Frido Persch (CDU), wurde zuletzt bei den Kommunalwahlen 2019 mit einem Stimmenanteil von 69,17 % in seinem Amt bestätigt und trat 2024 nicht erneut an.

## Sehenswürdigkeiten

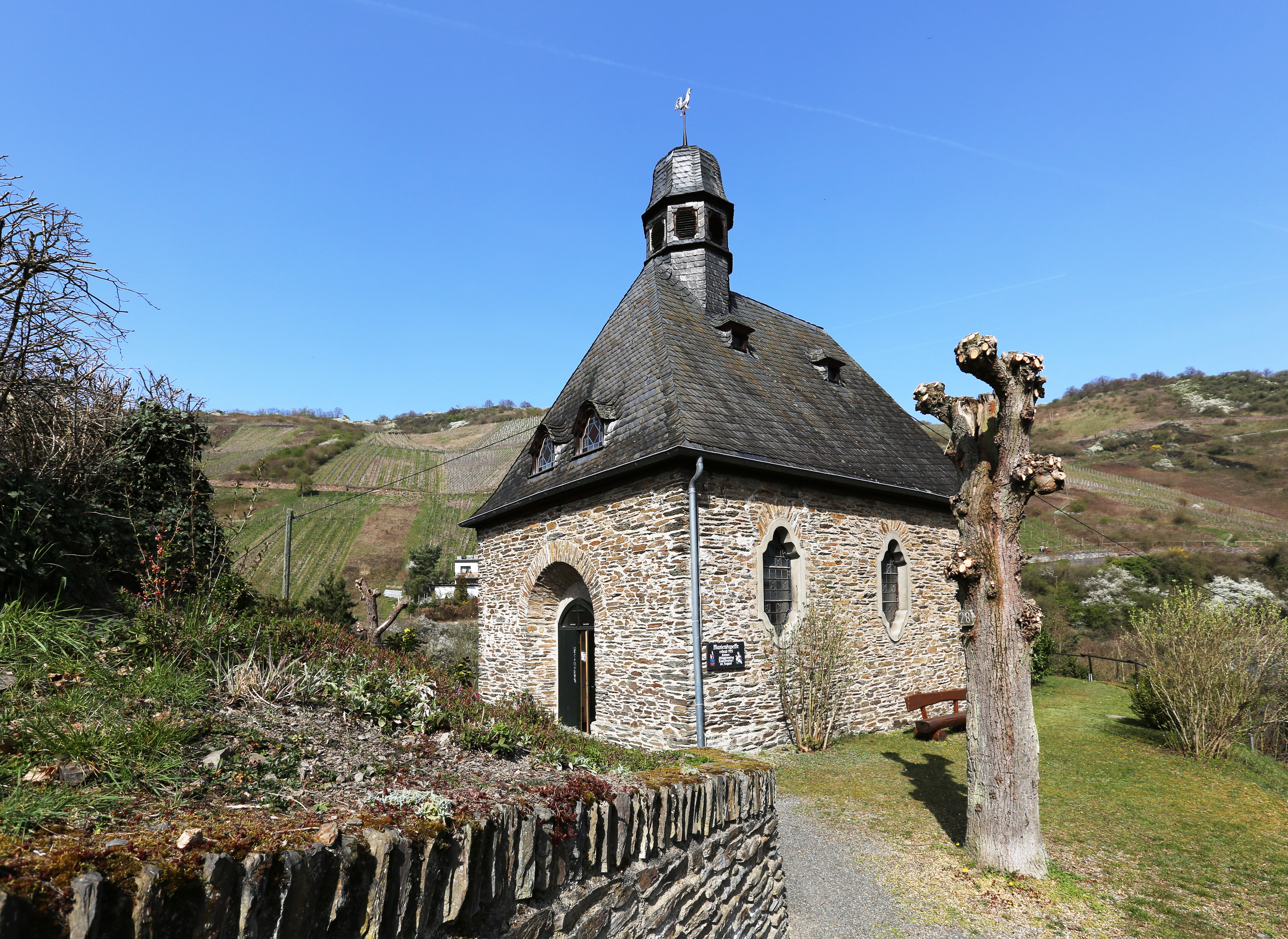
Kapelle oberhalb von Engehöll

Die kleine Kapelle zur Schmerzhaften Muttergottes hat seit langem den Status einer Katholischen Filialkirche. Sie wurde an Stelle einer barocken Vorgängerkapelle aus dem 17. Jahrhundert, die mitten im Dorf stand, nach deren Baufälligkeit und nach gewachsener Seelenzahl 1923/25 aus Bruchsteinen in den Hang oberhalb der alten Dorfschule nach Plänen von Karl Hertzner aus Oberwesel erbaut. Sie ist ein kleiner neobarocker Saalbau mit je drei geschwungenen Fenstern auf den Seiten und je zwei sechseckigen im eingezogenen polygonalen Chorschluss, geschiefertem Walmdach, achteckigem Dachreiter mit und geschweifter Haube Laterne, die von einem Wetterhahn bekrönt ist. Der Altaraufsatz im Stil des 17. Jahrhunderts stammt vom Anfang des 18. Jahrhunderts, das Vesperbild aus dem 15. Jahrhundert und das Kruzifix vom Ende des 15. Jahrhunderts. Die Thronende Muttergottes stammt aus dem zweiten Viertel des 15. Jahrhunderts.

## Wirtschaft

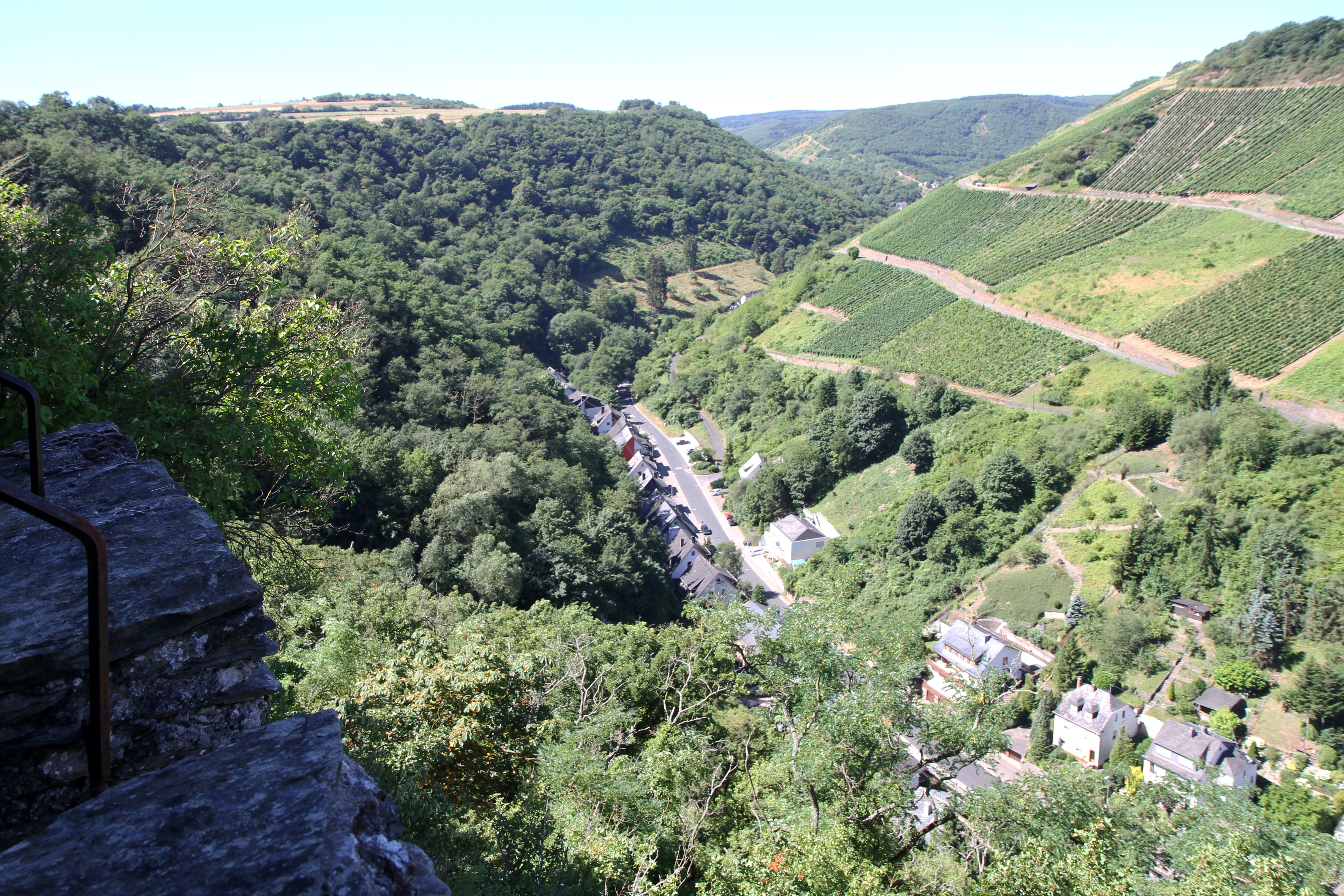
Weinlagen im Engehöller Tal

Der Ort ist landwirtschaftlich geprägt mit Schwerpunkt Weinbau im Haupt- und Nebenerwerb. Bewirtschaftet wird der linke Hang, der nach Süden oder Südwest ausgerichtet und weniger steil ausgeprägt ist als der bewaldete rechte Talhang. Die Lagen heißen: Engehöller Bernstein (Brauner und grauer Schieferboden) und Engehöller Goldemund (Kombination von Schieferboden mit eingelagerten Quarzit und hohem Lehmanteil). Dem Trend zur Flächenaufgabe beim Steillagenweinbau mit seinen schweren Arbeitsbedingungen mit beschränktem Maschineneinsatz sucht man durch moderne Anbaumethoden, Kellertechnik und Marketing sowie Flächenzusammenlegungen zu begegnen. Der Wein wird auch in eigenen Gutsschenken ausgeschenkt, von denen die kleineren nur in der Saison und am Wochenende geöffnet sind. Für den aufkommenden Tourismus im Welterbe Kulturlandschaft Oberes Mittelrheintal werden Ferienwohnungen angeboten. Sonstige Arbeitsplätze werden in den verkehrstechnisch schnell erreichbaren Zentren Koblenz und Mainz aufgesucht.